# Udo Bösch
Udo Bösch (* 1941 oder 1942) ist ein ehemaliger Bundeswehroffizier und Angestellter des Bundesnachrichtendienstes sowie Bundesorganisationsleiter der Partei Die Republikaner.

## Leben
Er war Oberstleutnant a. D. der Bundeswehr und arbeitete mehrere Jahre für den Bundesnachrichtendienst, vor allem im Bereich der Spionage gegen die DDR. 22 Jahre gehörte er der CDU an. Anfang der 1990er Jahre geriet er in die Schlagzeilen, da er den Republikanern beitrat. Im November 1992 wurde er hauptamtlicher Bundesorganisationsleiter der Partei. Er war tätig als Sicherheitsberater und Mitglied der Bundeswahlkampfleitung. Am 31. Mai 1994 trat er aus der Partei aus und erhob schwere Vorwürfe gegen den damaligen Parteivorsitzenden Franz Schönhuber. Schönhuber warf Bösch wiederum vor, er sei ein "eingeschleuster Geheimdienstmann" gewesen.